# David Julius Heilbronn
David Julius Heilbronn (* 28. August 1797 in Oerlinghausen; † 9. September 1870 in Minden) war ein deutscher Arzt.

## Leben
David Julius Heilbronn wurde als Sohn des Schutzjuden und Pferdehändlers Hirsch Isaac Heilbron oder Heilbrun geboren. Er besuchte das Ratsgymnasium Bielefeld und studierte Medizin in Berlin als Lieblingsschüler Prof. Christoph Wilhelm Hufelands mit Promotion zum Dr. med. am 12. November 1820 und anschließenden Praxiskursen.
In dieser Zeit wurde er Mitglied in einem seit 1816 bestehenden Kreis jüdischer Wissenschaftler und Studenten, der sich um Emanzipation und Assimilierung des Judentums bemühte und 1821 „Verein für Cultur und Wissenschaft der Juden“ mit Öffnung auch für auswärtige Personen wurde. Dr. Heilbronn mit der Mitgliedsnummer 10 wurde am 11. März 1821 zum Vizesekretär des Vereins gewählt.
1821 verließ Dr. Heilbronn Berlin, um nach einem kurzen Aufenthalt in Bielefeld bei seinem älteren Bruder, dem Pferdehändler Jacob Heilbronn (* 1779 in Oerlinghausen), und dessen Frau Johanna geb. Levison 1822 in Minden eine Praxis zu eröffnen und Regine Cahen zu heiraten. 1827–1847 wurden acht Mädchen und ein als Kleinkind verstorbener Junge geboren.
Im Sinne des Vereins für Cultur und Wissenschaft der Juden veröffentlichte Dr. Heilbronn am 16. Dezember 1821 im Mindener Sonntagsblatt einen Aufruf zur Gründung eines Vereins zur Förderung des Judentums im Allgemeinen und Gründung von neuen, für Reformen offenen jüdischen Schulen im Besonderen, der trotz der Kritik der konservativen Judenschaft zum Erfolg führte, indem mit Unterstützung Dr. Haindorfs 1824/25 ein „Verein zur Beförderung von Handwerkern unter den Juden in Verbindung mit einer Schulanstalt“ mit Genehmigung der Regierung in Münster gegründet wurde. In der Tat konnte in Münster eine entsprechende Schulanstalt gegründet werden, aus der die Marks-Haindorf-Stiftung wurde und für die der Mindener Verein immer eine Stütze war.
1826 wurde Dr. Heilbronn Mitglied und Schriftführer der „Westfälischen Gesellschaft für vaterländische Kultur“, in der Mindener Honoratioren vertreten waren. 1845 wurde er in der Wählerklasse der Beamten im zweiten Wahlgang in die Mindener Stadtverordnetenversammlung gewählt, aus der er 1848 ohne Neukandidatur wieder ausschied. Im Frühjahr des Revolutionsjahres 1848 übernahm er die Redaktion der neuen liberalen Zeitung „Porta Westfalica – Ein Blatt für Wahrheit, Recht und Gemeinwohl“, das über demokratische Initiativen, die Frankfurter Nationalversammlung und die Preußische Nationalversammlung in Berlin berichtete und Organ des Demokratisch-Konstitutionellen Volksvereins Minden war. Nach dem Scheitern der Revolution und den Aufständen in Süddeutschland unterstützte der Verleger F. Eßmann dieser Zeitung republikanische Tendenzen, worauf Dr. Heilbronn 1849 sein Amt als Redakteur auf Grund seines demokratisch-konstituellen Standpunktes niederlegte. Die Zeitung musste dann bald mangels Lesern ihr Erscheinen einstellen.
Im September 1850 spaltete sich die jüdische Gemeinde in Minden auf Grund der Spannungen zwischen Konservativen und Vertretern des Reformjudentums in zwei unterschiedliche Gemeinden auf wie auch in vielen anderen Orten in dieser Zeit. Dr. Heilbronn betätigte sich nun als Schlichter und konnte am 1. Juli 1851 verkünden, dass die sich gegenüberstehenden Parteien wieder zu einer Gesamtgemeinde vereinigt haben.
1862 wurde Dr. Heilbronn zum Sanitätsrat ernannt. Seine Frau starb am 18. Dezember 1881. Beide wurden auf dem jüdischen Friedhof in Hausberge begraben.